# Trânsito aduaneiro
O regime de trânsito aduaneiro é um benefício concedido a importadores e exportadores, que permite o transporte de mercadorias de um recinto alfandegado a outro mais vantajoso para o desembaraço aduaneiro da carga, com suspensão do pagamento de tributos.
Por meio do regime aduaneiro especial de trânsito aduaneiro, é permitido transportar uma
mercadoria, sob controle aduaneiro, de um ponto a outro do território aduaneiro.

## Modalidades
São cinco os tipos de operação de trânsito aduaneiro
- trânsito aduaneiro de entrada: transporte de mercadoria procedente do exterior, do ponto de  descarga no território aduaneiro até o local onde deva ocorrer o próximo  despacho;
- trânsito aduaneiro de passagem: transporte, pelo território aduaneiro, de mercadoria procedente do exterior e ao exterior destinada;
- trânsito aduaneiro nacional: as  mercadorias sujeitas a controle aduaneiro são transportadas de um  recinto aduaneiro a outro no território nacional, numa mesma operação;
- trânsito aduaneiro internacional: as  mercadorias sujeitas a controle aduaneiro são transportadas de um  recinto aduaneiro a outro, numa mesma operação, no curso da qual se  cruzam uma ou várias fronteiras internacionais, segundo acordos  bilaterais ou multilaterais;
- trânsito escalonado: transporte, em um mesmo  veículo, de cargas acobertadas por declarações de trânsito aduaneiro com  destinos ou origens diferentes.

## Tipos de declarações de trânsito aduaneiro
O despacho de trânsito aduaneiro será processado com base em uma das seguintes declarações:
- Declaração de Trânsito Aduaneiro (DTA);
- Manifesto Internacional de Carga - Declaração de Trânsito Aduaneiro (MIC-DTA);
- Conhecimento-Carta de Porte Internacional - Declaração de Trânsito Aduaneiro (TIF-DTA);
- Declaração de Trânsito de Transferência (DTT);
- Declaração de Trânsito de Contêiner (DTC).